# Тодд-Крік (Колорадо)
Тодд-Крік (англ. Todd Creek) — переписна місцевість (CDP) в США, в окрузі Адамс штату Колорадо. Населення — 5028 осіб (2020).

## Географія
Тодд-Крік розташований за координатами 39°58′43″ пн. ш. 104°52′6″ зх. д. / 39.97861° пн. ш. 104.86833° зх. д. (39.978713, -104.868319).  За даними Бюро перепису населення США в 2010 році переписна місцевість мала площу 26,03 км², з яких 25,49 км² — суходіл та 0,54 км² — водойми.

## Демографія
Згідно з переписом 2010 року, у переписній місцевості мешкало 3768 осіб у 1248 домогосподарствах у складі 1097 родин. Густота населення становила 145 осіб/км².  Було 1280 помешкань (49/км²).
Расовий склад населення:
| - 90,2 % — білих - 3,4 % — азіатів - 0,9 % — чорних або афроамериканців - 0,6 % — корінних американців - 3,0 % — осіб інших рас |

До двох чи більше рас належало 2,0 %. Частка іспаномовних становила 11,7 % від усіх жителів.
За віковим діапазоном населення розподілялося таким чином: 27,1 % — особи молодші 18 років, 65,9 % — особи у віці 18—64 років, 7,0 % — особи у віці 65 років та старші. Медіана віку мешканця становила 41,0 року. На 100 осіб жіночої статі у переписній місцевості припадало 101,4 чоловіків;  на 100 жінок у віці від 18 років та старших — 102,4 чоловіків також старших 18 років.
Середній дохід на одне домашнє господарство  становив 125 756 доларів США (медіана — 119 493), а середній дохід на одну сім'ю — 127 727 доларів (медіана — 128 942). За межею бідності перебувало 5,2 % осіб, у тому числі 5,0 % дітей у віці до 18 років та 9,3 % осіб у віці 65 років та старших.
Цивільне працевлаштоване населення становило 2158 осіб. Основні галузі зайнятості: освіта, охорона здоров'я та соціальна допомога — 17,8 %, науковці, спеціалісти, менеджери — 14,1 %, транспорт — 12,5 %.